# Марио Балотели
Марио Баруа Балотели (на италиански: Mario Barwuah Balotelli) е италиански футболист от ганайски произход, футболист на италианския Дженоа.

## Биография
Марио Балотели е роден в гр. Палермо в семейството на ганайските имигранти Томас и Роуз Баруа. През 1992 г. родителите му го дават за осиновяване на италианското семейство Балотели. След като става известен, биологичните му родители заявяват, че си го искат обратно, а Марио публично ги обвинява в „търсене на слава“. На 13 август 2008 г. Марио Балотели става официален гражданин на Италия. През юли 2010 завършва висше образование по счетоводство. При приемните си родители израства с двама приемни братя – Корадо и Джовани, и сестра – Кристина.
Бърз и техничен, наричан от пресата „Супер Марио“, Балотели е мултифункционален футболист, който може да играе на всеки един офанзивен пост. Добър изпълнител на преки свободни удари, Балотели е смятан за едно от най-обещаващите открития в съвременния футбол.

## Кариера
Балотели започва кариерата си в отбора на Лумецане, на 15-годишна възраст дебютира в официален мач срещу отбора на Падуа в „Серия Ц1“.

### Интер
На 31 август 2006 г. ФК Интер взема под наем младия талант, като в договора му има опция за цялостно откупуване на правата. Балотели започва да играе в юношеския отбор на Интер, където се превръща в неофициален лидер и отбелязва 19 гола в 20 мача. Няколко месеца по-късно Марио е част от младежкия отбор на Интер, т. нар. „Примавера“. Там вкарва 8 гола в 11 мача, сред които и решителната дузпа на финала срещу отбора на Сампдория, донесла Скудетото на отбора.
Дебютира за първия отбор на Интер на 17 декември 2007 г., когато в последните минути на мача срещу Каляри заменя Давид Суасо. Няколко дни по-късно Балотели излиза титуляр в мач от Копа Италия срещу отбора на Реджина и отбелязва два гола за крайното 4 – 1. На четвъртфиналите за Копа Италия, Балотели нанизва два гола за победата над вечния съперник Ювентус. Първия си гол в Серия А отбелязва през април 2008 г. срещу Аталанта БК, а през ноември 2008 г. срещу Анотрозис идва и първото попадение на Балотели в Шампионска лига. През април 2009 г., след като отново отбелязва гол на Ювентус, феновете на „Старата госпожа“ започват да сипят расистки обиди по адрес на Марио, за което последствие са наказани един мач без подкрепяща публика.
С отбора на Интер, Марио Балотели е спечелил две скудети и една Суперкупа на Италия.

### Манчестър Сити
През лятото на 2010 той подписа за 5 години с отбора на Манчестър Сити, като сумата, която получи Интер, е 30 млн.
В състава на националния отбор на Италия взима участие в Евро 2012. На 28 юни 2012 г. в полуфиналния мач срещу Германия отбелязва два гола и извежда отбора си на финал, където Италия отстъпва на Испания с 4:0.

### Милан
На 29 януари по време на зимния трансферен прозорец подписва договор за 4,5 години с отбора на Милан за сумата от 20 милиона евро. По време на дебютния си мач с екипа на „росонерите“ той се разписва два пъти във вратата на Удинезе, за да оформи крайното 2:1 за Милан.

### Ливърпул
През лятото на 2014 г. преминава в Ливърпул, като подписва тригодишен договор, а трансферната сума заплатена за него е на стойност 16 милиона паунда.

## Успехи
Интер
- Серия А (3): 2007/08, 2008/09, 2009/10
- Купа на Италия (1): 2009/10
- Суперкупа на Италия (1): 2008
- Шампионска лига (1): 2009/10

 Манчестър Сити
- Английска висша лига (1): 2011/12
- ФА Къп (1): 2010/11
- Къмюнити Шийлд (1): 2012

 Италия
- Европейско първенство
  - Вицешампион (1): Евро 2012